# Brachionus zahniseri
Brachionus zahniseri is een raderdiertjessoort uit de familie Brachionidae. De wetenschappelijke naam van deze soort is voor het eerst geldig gepubliceerd in 1934 door Ahlstrom.